# Anyphops dulacen
Anyphops dulacen är en spindelart som beskrevs av José Antonio Corronca 2000. Anyphops dulacen ingår i släktet Anyphops och familjen Selenopidae.
Artens utbredningsområde är Namibia. Inga underarter finns listade i Catalogue of Life.